# Aleksander Sender Herszel Landau
Aleksander Sender Herszel Landau (hebr. אלכסנדר סענדיר העשיל לאנדא, zm. 21 lutego 1856 w Krakowie) – polski rabin, w 1856 naczelny rabin Krakowa.
Był synem Saula Rafela. W 1856 został wybrany na stanowisko rabina gminy żydowskiej w Krakowie, jednak zmarł kilka tygodni po objęciu urzędu. Był pierwszym chasydzkim rabinem wybranym na to stanowisko. Jest pochowany na nowym cmentarzu żydowskim przy ulicy Miodowej w Krakowie.